# Вестпорт (Кентаки)
Вестпорт (енгл. Westport) насељено је место без административног статуса у америчкој савезној држави Кентаки.

## Демографија
По попису из 2010. године број становника је 268.
| Група             | 2000.    | 2010.       |
| Белци             | 0 (0,0%) | 257 (95,9%) |
| Афроамериканци    | 0 (0,0%) | 3 (1,1%)    |
| Азијати           | 0 (0,0%) | 1 (0,4%)    |
| Хиспаноамериканци | 0 (0,0%) | 1 (0,4%)    |
| Укупно            | 0        | 268         |